# Клинцовский уезд
Клинцо́вский уезд — административно-территориальная единица с 14 июля 1921 года Гомельской губернии, а с декабря 1926 — Брянской губернии РСФСР. Административный центр — город Клинцы.

## История
Клинцовский уезд является правопреемником Суражского уезда
11 января 1919 г.  перенесен уездный центр в Клинцы, на основании решения II съезда Советов, прошедшего 9-11 января 1919 г. в г. Сураж.
С 26 апреля 1919 года (решение утверждено постановлением НКВД от 11 июля 1919 г.)  Суражский уезд в составе Гомельской губернии РСФСР.
С 14 июля 1921 года Суражский уезд был переименован в Клинцовский уезд, в связи с перенесением уездного центра в Клинцы, на основании решения II съезда Советов, прошедшего 9-11 января 1919 г. в г. Сураж. Суражский уисполком прекратил свою работу, а Клинцовский УИК был создан. (Клинцовский ф. Р-1013, 1089 ед.хр., 1919-1929 гг. Суражский ф. Р-2079, 24 ед.хр., 1918-1922, 1928 гг.)
В последующие годы территория уезда была существенно расширена за счёт изменения границ с соседними уездами, но главным образом — за счёт расформирования Мглинского уезда, примерно половина территории которого в 1922 году вошла в Клинцовский уезд.
В декабре 1926 года, из расформированной Гомельской губернии в Брянскую губернию были переданы Клинцовский, Новозыбковский и Стародубский уезды.
С введением в 1929 году новых административно-территориальных единиц (областей и районов), Клинцовский уезд был расформирован. Клинцы стали центром Клинцовского округа в составе Западной области.
Ныне вся территория Клинцовского уезда, за исключением села Казацкие Болсуны и деревни Неглюбка, входит в состав Брянской области.

## Административное деление
По состоянию на 1 января 1928 года, в Клинцовский уезд входили 9 волостей:
- Гордеевская
- Заборская
- Клинцовская
- Красногорская
- Мглинская
- Нивнянская
- Суражская
- Унечская
- Ущерпская